# International Telephone and Telegraph
Pour les articles homonymes, voir ITT.
Ne doit pas être confondu avec American Telephone & Telegraph.
International Telephone & Telegraph (ITT) est une entreprise multinationale fondée en 1920, spécialisée dans les communications téléphoniques et basée aux États-Unis. Au cours des années 1960 et 1970, le groupe évolue en un conglomérat impliqué dans une multitude d'activités, qui se désengage progressivement des télécommunications avant d'éclater en 1986, en diverses sociétés indépendantes entre 1995 et 2011. En 1996, la maison mère modifie son nom en « ITT Industries » puis en 2006, par « ITT Corporation ».
Selon certains rapports officiels, l'entreprise porte une lourde responsabilité dans les événements dramatiques survenus au Chili dans les années 1970, ainsi que dans d'autres pays d'Amérique latine, notamment l'opération Condor. La déclassification des archives de la CIA permet de publier des preuves jugées comme accablantes. On note le rapport Hinchley dans le dossier global de déclassification précisant entre autres détails, certaines des méthodes ITT :
« Au début de 1970, un homme d'affaires issu d'ITT contactait un officier de la CIA aux États-Unis et poussait le gouvernement américain à apporter une aide financière aux opposants d'Allende. La CIA lui donna le nom d'un individu susceptible de faire passer les fonds à Alessandri. Quelques mois plus tard un autre représentant d'ITT tâtait le terrain auprès de la CIA à Washington pour savoir si la Centrale accepterait des fonds de sa compagnie et les transférerait au profit de la campagne de Alessandri. On lui répondit que la CIA ne pouvait ni recevoir ni transférer des fonds à Alessandri pour le compte d'une entreprise privée. La CIA précisait que, bien que très inquiète d'une éventuelle victoire d'Allende, le gouvernement américain ne soutenait aucun candidat en particulier. Toutefois, il se trouve que quelques mois plus tôt, la Centrale avait donné à ce même homme d'affaires des conseils sur la manière de faire passer les fonds de ITT en toute sécurité, pour le candidat Alessandri. Après l'élection d'Allende et avant son intronisation, la CIA, selon la directive du 40, en accord avec l'ambassade américaine de Santiago, s'efforça de mener à bien un programme de faillite économique. »
Anthony Sampson a été le premier à révéler certains faits sur la responsabilité d'ITT, qui ont été ensuite confirmés par l'historienne Marie-Noëlle Sarget ou l'écrivain Armando Uribe. Le film Mille milliards de dollars d'Henri Verneuil (1982) s'inspire de l'histoire de la firme qui apparaît sous les traits de la société GTI.

## Origines et formation de la multinationale (1914-1920)
Sosthenes Behn et son frère Hernand, eux-mêmes originaires des Îles Vierges, dans les Caraïbes, avaient acquis en 1914 une petite société dans le secteur de la téléphonie, la Puerto-Rico Telephone Company, puis, l'année suivante, la Cuban Telephon Company.
Après la Première Guerre mondiale où Sosthenes Behn servit dans le Signal Corps Radio et dont il sortit avec le grade de Colonel, Behn créa la holding ITT, International Telephon & Telegraph où il transféra les parts qu'il détenait dans les petites sociétés caribéennes de téléphone. Son but était de racheter des sociétés de téléphone en Amérique du Sud ou en Europe. ITT réussit à drainer quelques fonds privés, ce qui, combiné avec la bonne santé de la Cuban Telephone permit une entrée réussie en bourse en avril 1923.
Dès lors, Sosthenes Behn prit en charge les acquisitions, laissant à son frère Hernand la gestion quotidienne des sociétés de la Holding. À l'occasion d'une expansion externe se fut l'Espagne où ITT, soutenue par la National City Bank of New York, remporta un appel d'offres en Espagne pour développer le réseau espagnol. L'expérience d'opérateur acquise à Cuba avait permis de battre les équipementier Européens, le suédois Ericsson et l'allemand Siemens & Halske. Ainsi fut créée en avril 1924 la Compañía Telefónica Nacional de España (CTNE), capitalisée à 45 millions de dollars, ce qui représentait de loin le plus gros actif d'ITT. La mise sur pied du réseau espagnol nécessitait l'achat d'équipements onéreux et il devint vital pour ITT de prendre pied  pour affronter les équipementiers européens. La première étape fut une ouverture de négociations en vue du rachat de la Compagnie des Téléphones Thomson-Houston, filiale téléphonique de la Compagnie française pour l'exploitation des procédés Thomson-Houston, deux usines dans lesquelles travaillaient 2 000 employés. La deuxième étape fut le rachat de International Western Electric Company (IWEC), récemment passée sous le contrôle de la plus grande société américaine du secteur, AT&T, mais que la loi antitrust américaine obligeait de se dessaisir de certains actifs. IWEC possédait plusieurs usines en Europe et réalisait un chiffre d'affaires de 44 millions de dollars. ITT qui bénéficiait toujours d'une bonne image à Wall Street prit le contrôle d'IWEC, payé à AT&T essentiellement en actions ITT. IWEC, rebaptisée « International Standard Electric » (ISE) apportait notamment à ITT deux filiales européennes : la belge Bell Telephone Manufacturing Company} (BTM), la britannique Standard Telephones and Cables et la française Le Matériel Téléphonique.
ITT était dès lors un acteur important dans le domaine des téléphones, capable de rivaliser en Europe avec Ericsson et Siemens. ITT poursuivit sa politique d'acquisitions en Amérique latine avec le rachat de la Mexican Telephone and Telegraph Company en 1926. L'acquisition de la Compagnie des Téléphones Thomson-Houston fut concrétisée en avril 1926.[réf. nécessaire]

## La multinationale ITT de 1926 à 1939
Dès sa création, ITT a donc été plus qu'aucune autre firme, une « multinationale » puisque le groupe n'avait jamais été réellement implanté aux États-Unis alors qu'il y avait son siège social. Limité à l'exploitation téléphonique avant 1925, avec le rachat d'IWEC, le groupe étendit ses activités à la fabrication d'équipements.
Une partie du développement d'ITT se réalisa en Europe. En Espagne, à côté de la CTNE, une société industrielle, Standard Elétrica S.A. créée au sein d'ITT, comptait plus de 1 800 employés en 1928. Les sociétés européennes rachetées à ATT utilisaient pour la plupart des anciens brevets de Western electric, ce qui mettait ITT sous la dépendance d'ATT. Pour se dégager de cette dépendance, des activités de recherches furent développées dans les pays où ITT était implanté, c'est-à-dire en Europe: en 1926, LMT remporta un important appel d'offres de l'administration française des PTT et réussit à placer des systèmes de commutation de type Rotary, héritées de la Western electric. En contrepartie, ITT s'était engagé à créer un laboratoire de recherches et d'études, les LLMT dont les effectifs atteignaient 700 personnes en 1930,. Maurice Deloraine fut nommé directeur de ce laboratoire qui apporta à ITT une position dans la recherche de pointe dans le domaine des télécommunications: Hyperfréquences que l'on appelait encore ondes ultra-courtes, téléphonie multiplex, modulation d'impulsion codée. À la demande des administrations françaises, les LLMT s'engagèrent également dans des recherches conduisant à des applications militaires: radiogoniométrie à lecture instantanée, et, à partir de 1938, radar. La filiale anglaise STC fut investie dans un projet ambitieux de câble téléphonique sous-marin par le biais de son laboratoire, Standard Telecommunication Laboratories (STL). À la suite de la crise de 1929, ce laboratoire britannique de 420 personnes fut dissous en 1939. En 1929 et 1930, ITT s'implanta en Allemagne avec l'acquisition de Ferdinand Schuchardt, Standard Elektrizitäts-Gesellschaft (SEG), liée à AEG, et C. Lorenz AG, ancienne filiale de Philips. Lorenz apportait au groupe ITT une position de pointe dans le domaine du radioguidage et atterrissage sans visibilité. Le système Lorenz installé à l'Aéroport de Berlin-Tempelhof fut installé en 1934 en divers points du monde.
L'autre partie du développement d'ITT fut réalisée en Amérique latine. ITT commença par prendre le contrôle, en 1926, d'une société américaine All America Cables, qui exploitait des lignes télégraphiques aux États-Unis et en Amérique latine. Dans les deux années qui suivirent, ITT fit l'acquisition d'une demi-douzaine de compagnies de téléphone en Amérique du Sud : Uruguay, Chili, Brésil, et finalement Argentine. Dans ce dernier pays ITT prit s'empara d'abord d'une petite société, la Compania Telephonica avant d'acheter en 1929 à des investisseurs britanniques la concession de la United River Plate Telephone. Aux États-Unis, ITT prit le contrôle en 1928 de la société Mackay, fabricant d'équipements de communications et propriétaire des sociétés Postal Telegraph et Commercial Cable qui possédait sept câbles télégraphiques sous-marins reliant les États-Unis à l'Europe et un câble traversant le Pacifique. ITT avait réalisé l'opération au travers de la Postal Telegraph & Cable Corporation, créée pour l'occasion. Avec l'aide des banques Morgan & Co et National City Bank, la Postal Telegraph émit 52,3 millions de dollars d'obligations qui furent échangées contre des actions privilégiées.
L'expansion d'ITT qui semblait devoir se poursuivre au travers d'un accord avec RCA fut stoppée par la Grande Dépression qui éclata aux États-Unis en octobre 1929. La croissance d'ITT s'était réalisée au prix d'un fort endettement. Les acquisitions allemandes de 1929 et 1930 (notamment Schuchardt, SEG, Lorenz, mentionnées ci-dessus) seront les dernières opérations de la phase d'expansion. Cependant, en 1932, la situation était devenue catastrophique. La dette à long terme du groupe atteignait alors 188 millions de dollars. La cote de l'action ITT avait atteint un niveau record la veille du Krach de 1929. En moins d'un an, elle fut divisée par 8. Le versement des dividendes fut suspendu. Il n'était plus possible d'offrir des actions ITT pour acquérir de nouvelles entreprises. La situation d'ITT fut aggravée par la chute de l'empire du financier Suédois Ivar Kreuger avec lequel Sosthenes Behn était en pourparlers pour le rachat d'Ericsson
|                         | 1926 | 1929 | 1930 | 1931 | 1932 | 1933 | 1934 |
| ----------------------- | ---- | ---- | ---- | ---- | ---- | ---- | ---- |
| Actifs (M$)             | 131  | 535  | 604  | 615  | 566  | 584  | 581  |
| Chiffre d'affaires (M$) | 22,7 | 100  | 102  | 88   | 67   | 74   | 79   |
| Bénéfice net (M$)       |      | 17,7 | 13,7 | 7,7  | -3,9 | 0,7  | 2,1  |

En 1936, ITT sortait d'une passe difficile. Le chiffre d'affaires et les bénéfices repartirent à la hausse. Le principal dommage de la crise ayant été la mise en faillite de la Postal Telegraph. Le quart des bénéfices provenait de la filiale espagnole CTNE. Sosthenes Behn suivait donc avec attention les évènements qui se déroulaient en Espagne. Avec la victoire en 1936 Frente popular de Manuel Azaña le nouveau ministre demanda la révision de la concession de la CTNE. Sosthenes Behn se rendit à Madrid aux débuts de la guerre civile espagnole. Catholique fervent et anticommuniste, il était proche de Franco. Et, avec le concours de l'ambassadeur des États-Unis, il obtint des loyalistes républicains la protection des installations de la CTNE. ITT joua donc un double-jeu pendant le conflit espagnol
En Allemagne, Sosthenes Behn entretint de bonnes relations avec Hitler devenu Chancelier en 1933. À la tête des filiales ITT furent placées des personnalités de la communauté financière allemande membres du parti nazi: Kurt von Schroeder et Gehrarhd Westrick. À partir de 1937, il fut impossible à ITT  de rapatrier des dividendes des filiales allemandes. Cette restriction arrivait à un moment où ITT avait particulièrement besoin de liquidités. Néanmoins, jusqu'en 1939, Sosthenes Behn ne crut jamais que la guerre était inéluctable. Tous les cadres supérieurs des filiales allemandes et autrichiennes d'origine juive furent congédiés en application de la réglementation nazie. ITT fut l'un des derniers groupes industriels à appliquer cette mesure.[Information douteuse] Les filiales d'ITT reçurent d'importantes commandes d'armement de l'ensemble des puissances européennes. L'ISE qui chapeautait les filiales françaises et britanniques put ainsi verser 3,6 millions de dollars de dividendes[réf. nécessaire]. Faute de pouvoir verser des dividendes, les filiales allemandes réinvestissaient sur place leurs bénéfices. En 1938, Lorenz acquit ainsi le quart des actions de la Focke-Wulf Flugzeugbau, une société cliente de Lorenz qui fabriquait jusqu'alors des avions civils et qui devint de plus en plus engagée dans le secteur militaire.

Les usines Focke-Wulf fabriqueront pendant la guerre des chasseurs de nuit pour la Luftwaffe, (les Focke-Wulf Fw 190). En 1967, en réparation des dommages de guerre causée par l'US Air Force, ITT sera indemnisée de 5M$ au titre des parts détenues dans Focke-Wulf. À ce propos, le journaliste britannique Anthony Sampson écrit : 

« Et maintenant, ITT se présente comme l'innocente victime de la Seconde Guerre mondiale, et a été grassement récompensée pour ses pertes. En 1967, près de trente ans après les évènements, ITT s'est débrouillé pour obtenir du gouvernement américain 27 millions de dollars à titre de compensation pour les dommages subies par les usines Focke-Wulf, au prétexte qu'il s'agissait d'une propriété américaine bombardée par les alliés. »

## La Seconde Guerre mondiale
La Seconde Guerre mondiale qui éclata en septembre 1939 et l'entrée en guerre des États-Unis en décembre  1941 semblait devoir toucher ITT plus qu'aucune autre société américaine, tant le groupe s'était développé en dehors des États-Unis. L'impossibilité de rapatrier les dividendes qui avait prévalu pour les filiales allemandes depuis 1937 avait évidemment étendu aux filiales françaises, belges, néerlandaises et danoises, sous domination allemande, mais aussi pour les filiales britanniques, espagnoles, hongroises et roumaines, dont les pays étaient concernés de près ou de loin par le  conflit mondial. Behn réussit néanmoins à maintenir l'affaire à flot par une série de mesures: Une série d'obligations de dix ans détenues par l'Export-Import Bank arrivaient à terme à la fin de 1940. Les paiements purent être reportés en 1948. L'Export-Import Bank accorda même à ITT un crédit exceptionnel de 1,5 million de dollars, immédiatement utilisé comme fonds de roulement au début de 1941. À la même époque, le coup de maitre de Behn fut de réussir à se défaire de l'actif à haut risque que représentait la compagnie de téléphone  Societa Anonima Romana de Telefoane (SART) dans la Roumanie d'Antonescu qui venait de basculer clairement dans le camp de l'Axe. ITT vendit la SART au gouvernement roumain pour 13,8 millions de dollars, payés par des actifs roumains qui avaient été saisis aux États-Unis.
L'avènement de la guerre précipita le recentrage d'ITT sur une activité industrielle aux États-Unis. Il s'agissait en 1940 de produire des équipements militaires . Le développement de l'activité industrielle fut organisé à partir de la Federal Telegraph Company, une filiale du groupe Mackay acquise en 1928 et qui produisait en petite quantité des équipements de radiotélégraphie à Newark dans le New Jersey. Une nouvelle filiale, la Federal Telephon & Radio Laboratories, fut créée à proximité de l'usine de la Federal Telegraph. ITT acheta de nombreux terrains dans le New Jersey pour construire des usines et un terrain à Great River, sur la rive Sud de Long Island, près de New York  pour créer le premier laboratoire d'ITT basé aux États-Unis. La Federal Telegraph qui n'était qu'une toute petite usine en 1940 réalisa 91 millions de dollars de chiffre d'affaires en 1944 pour 3,6 millions de dollars de bénéfices.
Le laboratoire de Great River fut dirigé par l'équipe française de Maurice Deloraine et Henri Busignies, des scientifiques de haut niveau. Ils furent installés avec leurs équipes dans des hôtels de Manhattan et se rendaient dans leurs laboratoires situés dans l'immeuble d'ITT au 67 Broad street. De ce laboratoire fut notamment issu le Huff-Duff, qui servit à détecter les sous-marins allemands lors de la bataille de l'Atlantique et qui était issu des travaux de Busignies aux LLMT de Paris. Busignies devait devenir le président des ITT Laboratories.
La SEG, Lorenz et les autres filiales allemandes produisaient une grande quantité de matériel militaire comme des systèmes de radioguidage. Dans la France occupée par l'Allemagne, la filiale LMT, comme les autres entreprises françaises du secteur fut placée sous la tutelle d'une Patenfirma allemande. En l'occurrence, ce fut Lorenz (en) qui joua ce rôle, et comme les autres entreprises françaises du secteur, LMT dut finir par accepter les commandes de Lorenz et produisit donc massivement pour l'armement allemand. Les effectifs s'accrurent de 2 700 à 4 700, de septembre 1939 à juin 1943, date à laquelle le pourcentage de la production pour l'Allemagne atteignit 66 %.
Pendant le conflit, les communications étaient coupées entre les pays en guerre. Avant l'entrée en guerre des États-Unis, Behn effectua une dernière visite en Allemagne au milieu de l'année 1940. Il se vit alors refuser l'entrée de plusieurs usines, propriétés d'ITT et dut se contenter d'une visite guidée des établissements de Berlin. Mais il restait des pays neutres qui pouvaient poursuivre leurs relations avec les belligérants des deux bords. Le représentant de la filiale européenne, l'ISE, en Suisse, Edouard Hofer était en contact à la fois avec Behn et avec les responsables d'ITT en Allemagne Westrick et von Schroeder. Le département d'État américain était informé des communications entre  New York et Zürich, mais ne savait pas grand-chose sur les tractations entre Zürich et l'Allemagne.
Après l'effondrement de l'Allemagne nazie, ITT récupéra l'ensemble de ses filiales de l'Europe de l'Ouest, et certains journalistes reprochèrent à ITT de favoriser le redressement de l'Allemagne. On accusa aussi ITT comme d'autres groupes industriels américains d'avoir mené un jeu trouble pendant le conflit mondial. ITT se défendit en mettant en avant que les contacts pris en Suisse étaient connus des autorités militaires. Ces accusations refirent surface dans les années 1970, après qu'ITT a été mis en cause à propos du coup d'État au Chili. Anthony Sampson résuma les accusations portées contre ITT ainsi : « Si les Nazis avaient gagné, ITT en Allemagne serait apparue comme irréprochablement nazi; comme ils perdirent, ITT s'en sortit irréprochablement américain. »

## Sortie du conflit mondial et effacement de Sosthenes Behn
La fin de la guerre permit à ITT de trouver les liquidités dont elle avait besoin pour confirmer son recentrage vers les activités industrielles. En 1945, la CTNE fut vendue au gouvernement espagnol. L'opération rapporta 33 millions de dollars en espèces et 50 millions en obligations à 4%. En 1946, la United River Plate est vendue au gouvernement argentin pour 94 M$. ITT fut ainsi en mesure de réduire de 20 M$ sa dette à long terme qui était alors de 74 M$, mais l'essentiel fut consacré à la construction d'usines dans une optique de diversification vers les domaines de la radio et de la télévision.
Très vite après la fin de la guerre survint un conflit entre certains actionnaires et Sosthenes Behn qui ne détient plus qu'une infime quantité d'actions. Depuis 1932, à cause de la mauvaise santé de la société et du marasme ambiant, les actionnaires ne pouvaient fournir des capitaux. Il fallait donc se satisfaire des revenus en espèces, des dépôts bancaires, et, éventuellement de la bonne volonté des gouvernements. Aucun dividende n'était d'ailleurs versé aux actionnaires depuis 1932 et ITT n'avait pas l'intention d'en verser à brève échéance. Cette situation provoqua une fronde des actionnaires. Trois financiers de New York, Clendenin J. Ryan, Robert R. Young et Robert McKinney détenaient à eux trois 10 % des actions exigèrent d'être représentés au conseil d'administration, en même temps que, trois directeurs d'ITT quittaient l'entreprise: Page, Deloraine et Mark Sunstrom. Behn réussit quand même à bloquer le versement de dividendes jusqu'en 1951.
Behn était alors âgé de 65 ans et sa succession était nécessairement à l'ordre du jour. Pour lui succéder, il recruta un dirigeant d'AT&T, William Harrison au poste de directeur des opérations, Behn gardant le poste de président. En fait, les deux hommes, de tempérament très différents ne s'entendirent pas très bien, mais Harrison resta en place jusqu'à son décès en 1956. Le général Edmond Leavey qui le remplaçait prit également le titre de président, Behn, n'étant plus que directeur honoraire jusqu'à sa mort, un an plus tard, en 1957.
En 1951, le chiffre d'affaires d'ITT était de 255 M$, dont 35 % provenait des États-Unis. quatre ans plus tard, ce pourcentage n'avait pas changé alors que le chiffre d'affaires global avait progressé de 76 %, mais les bénéfices, qui tournaient autour de 10 M$ sur la période 1951-1955 ne provenaient que très faiblement (8 %) des  États-Unis

## L'avènement de Harold Geneen (1959-1962)
Le mandat de Leavey prenait fin en juin 1959. Pour trouver un nouveau président, le conseil d'administration mit sur pied un comité de sélection formé de Hugh Knowlton (banque Kuhn, Loeb & Co), de Richard Perkins (National City Bank), George Brown administrateur représentant un groupe pétrolier de Houston et Robert McKinney. Leur choix tomba sur Harold Geneen, vice-président de Raytheon âgé de 49 ans. Depuis sa prise de fonction à Raytheon en 1956, il avait complètement restructuré la société et fait progresser chiffre d'affaires et bénéfice de façon spectaculaire. Le 20 mai 1959, Wall Street accusa l'annonce du transfert de Geneen par une baisse du cours de Raytheon de 10 %. Geneen plaça à la tête d'ITT des anciens de son équipe de Raytheon parmi lesquels David Margolis et William Marx qui allait devenir son second.
Pendant les trois premières années de sa prise de fonction, Geneen engagea très peu de nouvelles acquisitions. Depuis le siège du groupe à New York, son équipe mit en place le système de contrôle financier le plus complexe et le plus rigoureux que le monde ait jamais connu. Tous les projets furent passés au peigne fin et les moins rentables  furent abandonnés. Une réduction d'effectifs fut menée à la Federal Electric. Busignies devint vice-président : les différentes filiales d'ITT devaient mettre en commun leurs recherches. Les laboratoires d'ITT avaient connu un certain succès dans le développement des transistors, l'entreprise ne s'engagea pas dans la production de transistors, des accords d'échanges de brevets furent passés avec Texas Instruments. Rencontrant pour la première fois Deloraine à Paris, Geneen le toisa et lui dit: « Ah ! c'est vous, Deloraine, celui qui dépense tout son argent en recherche et développement ! ». Geneen décida  que les filiales européennes devaient s'américaniser. Non seulement l'anglais fut institué seule langue officielle de l'ISE, mais les cadres durent prendre l'habitude de s'appeler par leur prénom. Jusqu'en 1961, Geneen voulait recentrer l'activité du groupe sur les États-Unis, mais en 1962, malgré sa profonde méfiance vis-à-vis de l'Europe, vit dans le Marché commun et l'Europe, un espace à forte croissance et il mit en chantier de 22 nouvelles usines.
De 1959 à 1962, Geneen avait donc maintenu ITT sur le même périmètre d'activités. En 1962, le chiffre d'affaires du groupe dépassa le milliard de dollars. Depuis 1959, il avait augmenté de 30 %, la même progression qu'entre 1956 et 1959, mais alors qu'au cours de cette dernière période, les bénéfices avaient stagné, pendant les trois premières années du règne de Geneen, ils avaient augmenté au même rythme que le chiffre d'affaires, et cela, en dépit de la nationalisation de la Cuban Telephon par Fidel Castro.

## Années 1960
ITT et son usine à Colmar est l'un des six "grands" producteurs américains de composants qui ont essaimé en France à partir de 1957, avec Texas Instrument à Villeneuve-Loubet, dans les Alpes-Maritimes, Fairchild Semiconductor à Rennes, Motorola à Toulouse, Transitron, à Vernon, dans l'Eure, Sprague à Tours et IBM à Corbeil-Essonnes.

## La diversification
À partir de 1962, Geneen se lance dans une politique de diversification massive. Il expliquera plus tard qu'il se sentait mal à l'aise dans le secteur technologique dont le développement accéléré rendait les marchés très instables. À l'inverse, avec des administrateurs dynamiques, les conglomérats étaient le meilleur moyen de faire face à l'avenir. La diversification des activités allait de pair avec un juste équilibre entre les différentes zones économiques. Pour mener à bien cette diversification, il fallait procéder à des acquisitions pour lesquelles ITT collabora avec la banque d'affaires Lazard Frères. Les premières opérations de diversifications restaient dans le domaine industriel : automatisme, pompes industrielles, climatisation. En août 1964, pour 40 M$, ITT prenait le contrôle d'Aetna Finances et prenait ainsi pied dans le domaine de l'assurance aux États-Unis. Aetna fusionna avec trois autres acquisitions dans le même secteur pour former ITT Financial Services qui allait devenir le pivot de la diversification.[réf. nécessaire]
L'objectif que Geneen s'était fixé de doubler le chiffre d'affaires en cinq ans était atteint. Bien sûr, il avait fallu procéder à des augmentations de capital, mais le bénéfice par action avait augmenté de 64 %. Malgré de bons résultats, ITT ne faisait pas partie des stars de Wall-Street dont les actions avaient doublé de valeur: IBM, Texas Instruments, Raytheon. En 1965, ITT prit le contrôle d'Avis, et à sa suite d'autres sociétés de location de véhicules. Les dirigeants d'Avis ne tardèrent pas à démissionner, ne supportant pas la masse de reporting que l'on leur demandait de faire, et l'un d'entre eux, Townsend publia un livre où il donnait le conseil suivant : « Si vous avez une bonne entreprise, ne la vendez pas à un conglomérat. Cela m'est arrivé et j'ai fini par démissionner. »
En 1963, ITT prend le contrôle de la société Cannon Inc. industriel spécialisé dans la connectique radio, audio et électronique parmi laquelle on note les connecteurs DBM-25P, XLR, D-Sub ou encore APD, équipant des appareils professionnels et notamment dans le secteur militaire et même l'aerospatiale. La filiale est renommée « ITT Cannon » au début des années 2000.
En 1964, la Compagnie Générale de Métrologie, entreprise française connue sous le nom de Métrix, est affiliée à ITT. L'entreprise est intégrée à la division instrumentation pour développer des multimètres analogiques et numériques.
En 1965, Geneen hésita à diversifier l'entreprise . Il ouvrit des négociations avec la société American Broadcasting Company (ABC) qui possédait le troisième plus grand réseau des États-Unis et la plus grande chaine de cinémas du pays. Il y avait une proximité évidente entre les télécommunications et la télévision, et d'ailleurs, l'idée d'une fusion entre ITT et ABC remontait à l'époque de Sosthenes Behn, en 1951. Mais il existe aux États-Unis une Loi anti-trust qui interdit la fusion de deux activités du même secteur lorsque celle-ci aboutit à une situation de monopole. Au sein du département de la Justice des États-Unis  il existe une commission de contrôle anti-trust chargée de contrôler cette loi. ITT n'était pas le seul conglomérat à se développer dans les années 1960, et il n'était pas évident que les dispositions antitrust puissent s'appliquer aux conglomérats. Le projet de fusion entre ITT et ABC fut précisément le terrain où partisans et adversaires des conglomérats s'affrontèrent. ITT commença à devenir la bête noire des adversaires de la fusion parmi lesquels on comptait le chef de la division antitrust Donald F. Turner et la figure de proue des droits du consommateur Ralph Nader. Ces derniers finirent par l'emporter et le 1er janvier 1968, ITT et ABC annoncèrent qu'elles abandonnaient leur projet de fusion.
L'échec de la fusion avec ABC signifia pour ITT l'abandon de toute ambition dans le domaine de la télévision. En moins d'un an, ITT liquida toutes ses positions dans le domaine de la télédiffusion. ce fut le cas de  Cablevision, dont ITT se débarrassa et qui sera un acteur important de la télévision payante à la fin des années 1970. Simultanément, la politique de diversification reprit de plus belle. Le chiffre d'affaires de l'ensemble des nouvelles acquisitions de l'année 1968 est supérieur au chiffre d'affaires d'ITT en 1962. Parmi les principales acquisitions, la boulangerie industrielle Continental Baking, le verrier Pennsylvania Glass Sand, la société de construction immobilière Levitt & Sons, la chaine d'hôtels Sheraton, la Société foncière Rayonnier.
|                          | 1962  | 1967  | 1968  |
| ------------------------ | ----- | ----- | ----- |
| Chiffre d'affaires       | 1 090 | 2 760 | 4 006 |
| Rendement par action (%) | 8,6   | 12,2  | 11,7  |
| Actifs totaux            | 1 235 | 1 090 | 2 961 |
| Dette à long terme       | 267   | 745   | 932   |

Felix Rohatyn, associé de Lazard Frères et administrateur d'ITT avait joué un rôle de premier plan dans la série de fusions-acquisitions de 1968. Ce fut également lui qui fut avec Geneen l'artisan de la plus grosse opération jamais réalisée par ITT, celle de la compagnie d'assurances Hartford Life Insurance. Cette prise de contrôle de plus d'un milliard de dollars était à l'époque la plus importante jamais réalisée par une firme américaine. Les négociations avaient démarré au début de 1969 et l'affaire fut conclue à la fin de 1970. Le juge fédéral Richard McLaren annonça alors qu'il allait contester cette fusion.
Le projet de fusion ITT-ABC et la façon dont il avait été bloqué par l'administration américaine avait provoqué de façon durable une ligne de clivage entre partisans et adversaires du conglomérat, qui coïncidait approximativement avec le clivage entre républicains et démocrates[réf. nécessaire]. Les démocrates, libéraux, se méfiaient des trusts au nom de la libre concurrence, et, par opposition, les républicains les soutenaient  parce qu'ils étaient un élément de la puissance des États-Unis. Le juge McLaren avait pourtant été nommé à la division antitrust par Nixon, président des États-Unis depuis 1969.

## 1972: ITT au centre des scandales
ITT sut trouver sans mal des alliés au sein de l'administration Nixon pour qu'un compromis fut trouvé avec McLaren au milieu de l'année 1971: la fusion avec Harford était entérinée, mais ITT acceptait de se défaire d'un certain nombre d'autres acquisitions comme Avis ou Levitt & Sons
Le 29 février 1972, l'éditorialiste Jack Anderson publiait un article où il donnait le contenu d'un courrier d'une lobbyiste au service d'ITT, Dita Beard : ce courrier de juin 1971 mettait en évidence des relations de proximité entre ITT et des proches de Nixon, et l'attente d'un retour d'ascenseur après l'aide financière de 400 000 dollars apportée par ITT pour la tenue de la convention républicaine de San Diego. L'article d'Anderson reçut un écho considérable dans la presse américaine. La commission de la Justice du Sénat se saisit de l'affaire, le sénateur démocrate Edward Kennedy s'engagea à fond dans l'affaire, mais le Sénat était encore fortement dominé par les Républicains.
En mars 1974, un autre article d'Anderson braqua les projecteurs sur ITT, accusé d'avoir participé à l'éviction, voire à l'assassinat de Salvador Allende au Chili, en 1973 ). Le 23 avril suivant, la revue New York publiait un long article du journaliste britannique Anthony Sampson dans lequel Harold Geneen était dépeint comme un personnage sans foi ni loi, échappant totalement à l'autorité du gouvernement « Les nombreux scandales dans lesquels ITT a été impliqué au cours des dernières années ont fait du sigle même de cette firme un véritable épouvantail avec lequel on peut faire peur aux enfants. » Quelques mois plus tard fut publié le livre de Sampson The Sovereign State of ITT qui devint un best-seller mondial. Robert Sobel note qu'après qu'Allende soit renversé par le coup d'État du 11 septembre 1973, la conviction resta dans beaucoup de milieux qu'ITT était à l'origine du coup d'état qui avait permis à la junte de Pinochet de prendre le pouvoir.

## L'implication d'ITT au Chili (1970-1973)

### Première vision de faits
La Compañia de Teléfonos de Chile (Chitelco) avait été fondée du temps de Sosthenes Behn, en 1930, à l'époque où ITT se développait dans de nombreux pays d'Amérique latine. Depuis la nationalisation sans indemnisation de la Cuban Telephone par Fidel Castro en 1959, les filiales latino-américaines avaient connu bien des vicissitudes: Au Brésil, la filiale d'ITT fut nationalisée, avec des compensations obtenues avec plusieurs mois de retard. Au Pérou, en 1968, la junte militaire d'Alvarado avait également nationalisé la Compañia Peruana de Teléfonos. Dans ce cas, ITT avait réussi à toucher 18 millions de dollars, à condition que huit millions soient réinvestis dans le pays.
En 1970, la Chitelco était le seul vestige de l'empire sud-américain de Sosthenes Behn. ITT détenait 70 % de la Chitelco ainsi que quelques autres actifs de moindre importance comme deux hôtels Sheraton. La stratégie de Geneen ne consistait pas à se maintenir en Amérique latine, mais il voulait naturellement qu'une éventuelle nationalisation se fasse au mieux des intérêts d'ITT. D'autres sociétés américaines étaient dans le même cas, le total de leurs actifs représentant environ 1,1 milliard de dollars. Dès 1962, la CIA était intervenue pour appuyer la candidature d'Eduardo Frei contre le candidat marxiste Allende. ITT, comme d'autres firmes américaines avait proposé leur concours à la CIA qui avait refusé, mais les firmes avaient fait des dons directement à des politiciens chiliens.
Eduardo Frei Montalva fut élu en 1964, et le même scénario se reproduisit aux élections de 1970, la CIA refusant une aide des firmes privées, mais celles-ci opérant des dons privés. ITT avait proposé un million de dollars à la CIA. La CIA refusa à nouveau et ITT versa 0,4 M$ directement à des politiciens. Ceci n'empêcha pas l'élection d'Allende, et dès lors, des négociations eurent lieu entre ITT et  Allende pour statuer sur la forme que prendrait la nationalisation qui faisait partie du programme d'Allende. Parallèlement, la CIA organisait la déstabilisation du gouvernement Allende et le responsable des opérations clandestines de la CIA Broe prit contact avec Geneen pour qu'ITT soit leader dans un certain nombre d'opérations secrètes visant à exercer des pressions économiques, mais ITT déclina cette proposition. ITT recevait dans ses négociations avec le gouvernement chilien le soutien de l'ambassade des États-Unis. Le 28 avril 1971, Allende proposa 13 millions de dollars, alors qu'ITT soutenait que sa filiale valait au moins 153 millions de dollars. ITT était par ailleurs assuré auprès de l'agence gouvernementale OPIC garantissait par ailleurs  92 millions. L'ambassadeur des États-Unis était ainsi le principal interlocuteur du gouvernement chilien qui bloqua les comptes de Chitelco en juillet et nomma trois administrateurs pour diriger la société. Ceci conduisit Geneen à provisionner 70 millions de dollars dans les résultats financiers de 1971.
L'OPIC annonça qu'elle refusait de payer la garantie de 92 M$ et ITT fit appel, mais après le coup d'État de 1973, le gouvernement de Pinochet ouvrit des négociations avec ITT pour déterminer le montant des indemnités consécutives à la nationalisation de Chitelco: le gouvernement était prêt à payer à ITT 125 M$, payables sur dix ans, sous réserve que cet argent soit en grande partie réinvesti dans le pays.
Après le coup d'état de Pinochet, on continua à enquêter sur les agissements d'ITT dans des opérations illégales. En novembre 1978, le juge Stanley Sporkin et la commission des valeurs boursières accusèrent ITT d'avoir dépensé 8,7 M$ entre 1970 et 1975 pour des activités illégales non seulement au Chili, mais en Indonésie, en Iran, aux Philippines, en Algérie, au Nigeria, au Mexique, en Italie et en Turquie. ITT n'opposa pas de démenti officiel et indiqua simplement que ce genre de pratiques ne se faisait plus depuis deux ans, c'est-à-dire depuis le départ de Geneen.

### Précision des faits

#### Pression économique et politique
« Les États-Unis bloquèrent les avoirs de ce pays (le Chili) chez eux en 1972. Et comme pour faire écho à ces mesures […] c'est en mars que fut révélé au grand public l'existence d'un plan de l'ITT destiné à renverser le régime chilien »,. Le plan en question comprenait dix-huit points : arrêt des crédits bancaires, subvention d'El Mercurio, détérioration de l'économie et coopération avec la CIA, qui elle-même serait probablement liée au fait qu'on ait retrouvé plus d'un million de dollars dans le véhicule d'un des dirigeants de Patria y Libertad au moment de la grève des camionneurs. Ces derniers, au moment de la grève d'octobre 1972 reçurent chacun une enveloppe de 5 000 escudos (entre 40 et 160 dollars) par camion et par jour
« Il faut tout mettre en œuvre sans éclat mais par les moyens les plus efficaces, pour veiller à de qu'Allende n'aille pas au-delà des six mois cruciaux affirmait ITT dans une lettre adressée au ministre du commerce américain Peterson en septembre 71, juste après qu'ITT ait été nationalisée. Le texte cité par le journaliste Jack Anderson et repris par Anthony Sampson dans ITT l'état souverain, Alain Moreau. p.400 »,
Parmi les financements d'activités subversives […] par le biais d'ITT et de la CIA, Guillaudat et Mouterde rappellent l'appui monétaire que reçurent les camionneurs, dont la grève fut un élément décisif de la ruine du pays.
Les intérêts nord-américains étaient certes importants « mais comment expliquer le rôle de pointe joué dans ce domaine [opposition à l'Unidad Popular] ? ». Selon Armando Uribé cité par Guillaudat et Mouterde « Non seulement ITT possédait au Chili des intérêts économiques considérables […] mais elle y assurait un rôle coordinateur de tous les intérêts américains […] ITT représentait au Chili le fer de lance du nouvel impérialisme,,. »

#### Les preuves de l'implication d'ITT
Des preuves irréfutables de l'implication d'ITT dans la chute du président Allende et l'installation du régime d'Augusto Pinochet sont apparues en 1975, puis en 2000, lors de la déclassification de documents State Secrets Privilege :
1. Rapport Church Covert action in Chile 1963-1973 daté de 1975 fondé sur des documents de la CIA[75]
2. En 2000, le rapport Hinchey CIA activities in Chile[76]

Cette question est également traitée par Howard Zinn :

« En 1970, John McCone (un responsable d'ITT, ancien directeur de la CIA) disait à Henry Kissinger (secrétaire d'état), et à Richard Helms (directeur de la CIA), que ITT souhaitait verser un million de dollars au gouvernement pour l'aider à renverser le gouvernement de Salvador Allende au Chili. »

L'historienne Marie-Noëlle Sarget confirme certaines manœuvres d'ITT destinées à déstabiliser le gouvernement Allende : « Avant même l'arrivée d'Allende à la présidence, la multinationale ITT est intervenue dans la vie politique chilienne en finançant des publications de droite pour tenter d'éviter la confirmation par le congrès de l'élection du candidat socialiste, puis en stimulant la tentative de coup d'état militaire de Roberto Viaux, conformément à la politique définie par Kissinger à la mi-septembre 1970. Elle va ensuite s'orienter vers le blocage et l'asphyxie de l'économie du pays. »

#### Track one, track two
Le 19 et le 20 octobre il y eut au Chili deux tentatives d'enlèvement ratées de René Schneider (général)  qui continuait à soutenir le gouvernement publiquement. Mais le 22 octobre, René Schneider fut assassiné, ce qui provoqua des manifestations, obligeant le président Eduardo Frei Montalva  à declarer l'état d'urgence. On soupçonna les États-Unis d'être à l'origine de l'assassinat. Allende considéré comme victime d'un complot remporta les élections haut la main. C'est dans ce contexte qu'ITT se décida à jouer un rôle dans les élections chiliennes après  avoir considéré que la CIA se fourvoyait.
Armando Unribe et Cristiàn Opaso ont démontré dans leur double ouvrage Intervención Norteamericana en Chile que l'entreprise dirigée par Geneen souhaitait faire partie activement de  l'opération Track one qui se proposait de faire élire Jorge Alessandri. Alessandri devait laisser sa place à Eduardo Frei. L'opération a été un échec car Allende a été élu à une écrasante majorité. ITT n'avait l'intention d'en faire davantage. Mais l'entreprise se vit confier un rôle important dans Track two, une opération lancée par Nixon et qui visait à réunir toutes les forces des entreprises américaine par le biais d'ITT pour financer une opération armée qui visait à annuler les élections. Mais qui échoua encore momentanément malgré (ou à cause de) l'assassinat du général Schneider.
Plusieurs années après le coup d'Etat, Felix Rohatyn, président de la Municipal Assistance Corporation de New York puis ambassadeur des Etats-Unis en France, se verra reprocher son rôle en tant que membre du conseil d'administration d'ITT pendant cette période .

## Activités de production et de recherche dans les Télécommunications
En dehors des États-Unis, certaines filiales conservaient une activité importante dans la production et la recherche en télécommunications: Standard Telephones and Cables (STC) en Grande-Bretagne et en Australie, Standard Elektrik Lorenz (SEL) en Allemagne, Bell Telephone Manufacturing Company (BTM) en Belgique, la CGCT et LMT en France. Ces sociétés fabriquaient et adaptaient des équipements de conception ITT, notamment dans les années 1960 les commutateurs crossbar Pentaconta et dans les années 1970 les commutateurs Metaconta D, L et 10c. Ces commutateurs étaient aussi produits sous licence à Poznań, en Pologne ainsi qu'en Yougoslavie. Ces filiales pouvaient avoir des activités de recherches brillantes dans des laboratoires comme le Laboratoire central de Télécommunications (LCT), nouveau nom des LLMT en France, ou le Standard Telecommunication Laboratories (STL) en Grande-Bretagne. Alec Reeves qui avait mené des recherches avant- guerre sur la Modulation d'impulsion codée à Paris, aux LLMT, monta une équipe après-guerre à STL, où Charles Kao et George Hockham menèrent des travaux pionniers sur la fibre optique, ce qui leur valut le prix Nobel de physique en 2010.
En 1988, International Telephone and Telegraph (ITT) cède ses activités de télécommunications européennes à la Compagnie générale d'électricité (CGE). Ce sont, en particulier, la filiale allemande : SEL (Standard Elektrik Lorenz), la filiale belge : Bell et la filiale espagnole : Sesa. Alcatel NV, une société de droit néerlandais, est créée pour regrouper les activités de télécommunications du groupe CGE,et devient numéro 2 mondial des équipementiers télécoms.

## L'éclatement
« En 1995, la compagnie mère, ITT Corporation, se divise en trois compagnies distinctes : ITT Corporation, ITT Hartford et ITT Industries. Sous la tutelle de cette dernière on retrouve ITT Fluid Technology Corporation, ITT Automotive et ITT Defense & Electronics. »
ITT a été condamné en 2007, pour trafic d'armes, à une amende de 100 millions de dollars pour des exportations à destination de la Chine, de Singapour et du Royaume-Uni.
En 2011, le groupe se scinde en trois entités cotées séparément au New York Stock Exchange. La première gardant le nom d'ITT Corporation regroupe les activités de réseau (ferroviaires, aériens), la seconde Exelis regroupant les activités de défense et enfin Xylem regroupant les activités de gestion de l'eau.
En février 2015, Harris acquiert Exelis pour 4,75 milliards de dollars.